# Риденталь
Риденталь (нем. Riedenthal) — посёлок в Австрии, в федеральной земле Нижняя Австрия.